# 塔里木沙漠公路
塔里木沙漠公路是修建在中国新疆塔克拉玛干沙漠地带的公路，截至2022年7月共建成有五条，分别是轮民沙漠公路（ 216国道轮台至民丰）、塔且沙漠公路（ 233省道塔中镇至且末县）、阿和沙漠公路（ 580国道阿拉尔至和田）、塔中１号公路（阿拉尔至塔中镇）和尉且沙漠公路（ 254省道尉犁县至且末县）。南疆的315国道也有部分路段修建在塔克拉玛干沙漠的南岸沙漠地带。现时网媒上所述的塔里木沙漠公路多指“轮民沙漠公路”，此路亦称塔里木沙漠石油公路；而“阿和沙漠公路”多被称为“新沙漠公路”或“第二沙漠公路”；“尉且沙漠公路”多被称为“第三沙漠公路”；“塔且沙漠公路”则被作为轮民沙漠公路的支线见诸媒体。

## 轮民沙漠公路

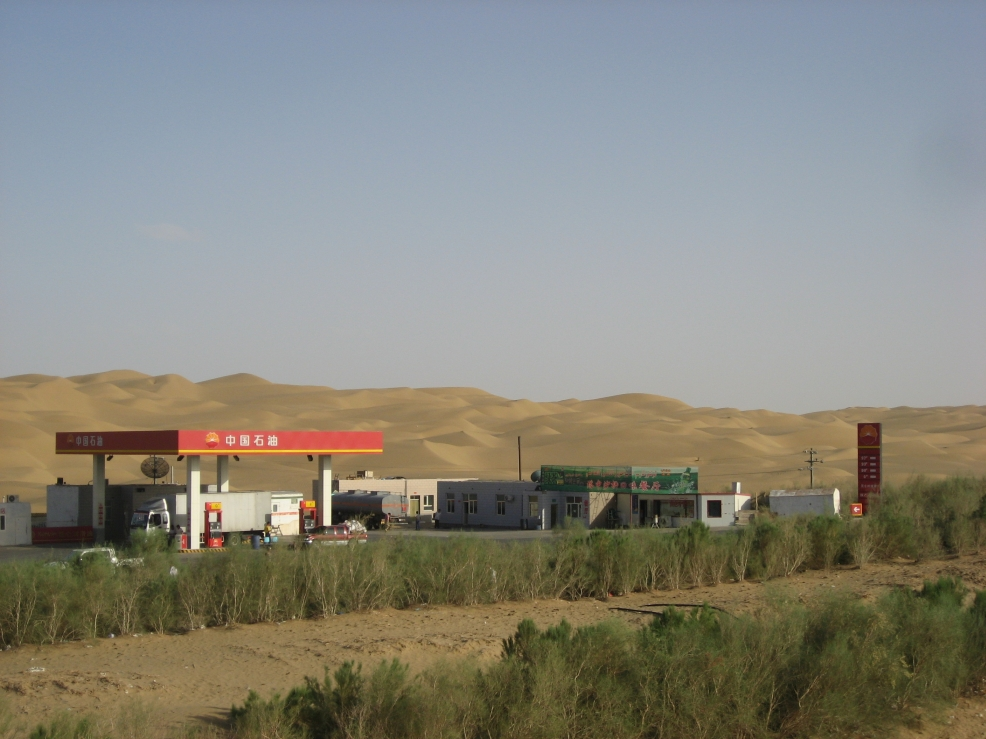
轮民沙漠公路上的中国石油加油站

轮民沙漠公路长522公里，其中沙漠路段达466公里，是世界上修建于流动沙丘上最长的公路。公路双向二车道，沥青路面，在固沙工程上成绩卓越。公路北起轮台县境内的轮南油田，在油田以南35公里处跨塔里木河向南至民丰县与315国道连接，在新疆维吾尔自治区的公路编号为 216国道。

### 为何修建
1970年代末，中国石油开发重点转入塔里木盆地。1984年9月，中国在塔克拉玛干沙漠边缘发现石油，随后在沙漠腹地又勘探出油井。为解决石油运输问题，中国有关部门于1989年11月在库尔勒召开沙漠公路建设可行性专家听证会，1991年5月获得通过。公路于1993年3月开建，次年7月，首条伸向沙漠腹地的219公里线路通车，这就是现今轮民沙漠公路的北段。起初公路由北向南只修到油田集中的沙漠腹地－塔中，1994年9月，中国国务院为顾及南疆的发展，决定将公路进一步向南延伸到南疆的民丰县。1995年9月，延伸路段建成，沙漠公路全线贯通。

### 路面工程
公路路基宽幅10米，采用强基薄面、振动干压实等施工手段。路基为风积沙基，沙基上方为土工布并铺上天然沙砾和坚硬碎石，再用沥青混凝土浇碾，最后铺上沥青路面。整条公路路面平整，车流密度低，汽车行驶顺畅，时速可匹比中国大陆高速公路的行驶速度，即100公里/小时，部分路段甚至适应150公里/小时以上的行驶速度。

### 固沙工程
“轮民沙漠公路”的防沙工程复杂，采用土工布稳固沙基、芦苇方格、芦苇栅栏等防沙工艺，配合滴灌种植和绿化带以强化固沙效果；并以“阻”、“固”、“输”、“导”等多重手段，形成了完整的防沙体系，仅219公里的北段公路就编扎了2000万平方米的芦苇草方格，在方格的外侧还竖有尼龙网；446公里的芦苇排阻沙栅栏分布在公路两翼，宽度为20~100米，高1.3米，厚8厘米。防沙栅栏和草方格随沙丘起伏绵延，防沙效果优良。公路两侧还种植有固沙树木和草，如胡杨、红柳和梭梭草等。为保障固沙植被的存活，沿公路建有供水管道，定时浇灌固沙植被，故这条公路的养护费用非常昂贵。

### 战略意义
沙漠公路是为中国能源战略服务的，目的是将沙漠腹地开采出的石油运出沙漠；同时还使塔克拉玛干沙漠南北两岸的315国道和314国道在被称为“死亡之海”的塔克拉玛干沙漠实现了纵向连接，将南疆与北疆的公路运输距离大幅度缩短。新疆国税局的网文称：沙漠公路可促进新疆经济发展和政治稳定，并为开发沙漠探险旅游创造了的条件。

## 阿和沙漠公路
阿和沙漠公路于2005年6月开建，2007年11月建成，全长424公里，其中沙漠路段407公里，是纵贯塔克拉玛干沙漠的第二条公路、217国道的舊线，总投资人民币7.9亿元。公路北起阿克苏地区的阿拉尔市南口镇，终点为和田市玉龙喀什镇，属中国二级公路。从阿克苏至和田，汽车行驶沙漠公路比绕经314、315国道，可缩短一半的行车时间，经济效益巨大。这条公路在新疆维吾尔自治区属国道级别，编号为 580国道。

## 尉且沙漠公路
尉且沙漠公路连接尉犁县和且末县，全长约334公里，其中沙漠路段就有307公里。是目前世界上在建的里程最长、流动沙丘分布最广、施工条件最恶劣、施工难度最大的沙漠公路。2022年6月30日，尉犁至且末沙漠公路正式通车，是中国建成第三条穿越塔克拉玛干沙漠的公路。。这条公路在新疆维吾尔自治区属省道级别，编号为 254省道。

## 塔且沙漠公路
塔且沙漠公路西起轮民沙漠公路的塔中镇，向东南在新疆的且末县与315国道交会，全长156公里，于2002年建成通车。这条公路在新疆维吾尔自治区属省道级别，编号为 233省道。

## 塔中１号公路
塔中１号公路西北起阿拉尔市的14团金杨镇，向东南接 210省道线，在新疆的且末县塔中镇与216国道交会，全长136公里，于2018年8月开建，2019年9月建成通车。